# Froidevaux
Froidevaux település Franciaországban, Doubs megyében. Lakosainak száma 80 fő (2022. január 1.). Froidevaux Péseux, Belleherbe, Rosières-sur-Barbèche és Les Terres-de-Chaux községekkel határos.

## Népesség
A település népességének változása:
| Lakosok száma | 90   | 95   | 80   | 59   | 65   | 70   | 75   | 80   | 80   | 80   |
|               | 1968 | 1982 | 1990 | 2006 | 2013 | 2015 | 2017 | 2019 | 2020 | 2022 |